# Adinandra nitida
Adinandra nitida là một loài thực vật có hoa trong họ Pentaphylacaceae. Loài này được Merr. ex H.L.Li mô tả khoa học đầu tiên năm 1944.